# Liste des présidents de la république turque de Chypre du Nord
Cet article liste les présidents de la république turque de Chypre du Nord depuis le 20 juin  1976, État au nord de l'île de Chypre, reconnu uniquement par la Turquie. En 2005, le président est élu au suffrage universel uninominal à deux tours.

## Liste

### État fédéré turc de Chypre (1975-1983)
L'État fédéré turc de Chypre est conçu comme une partie autonome de Chypre, mais ce dernier est rejeté par le gouvernement de la république de Chypre.
| No | Portrait     | Titulaire (naissance-mort) | Élection  | Mandat          | Mandat           | Mandat                   | Parti politique                | Parti politique                     |
| No | Portrait     | Titulaire (naissance-mort) | Élection  | Début           | Fin              | Durée                    | Parti politique                | Parti politique                     |
| -- | ------------ | -------------------------- | --------- | --------------- | ---------------- | ------------------------ | ------------------------------ | ----------------------------------- |
| 1  | Rauf Denktaş | Rauf Denktaş (1924-2012)   | 1976 1981 | 13 février 1975 | 15 novembre 1983 | 8 ans, 9 mois et 2 jours |                                | Indépendant (jusqu'au 11 oct. 1975) |
| 1  | Rauf Denktaş | Rauf Denktaş (1924-2012)   | 1976 1981 | 13 février 1975 | 15 novembre 1983 | 8 ans, 9 mois et 2 jours | UBP (à partir du 11 oct. 1975) |                                     |

### République turque de Chypre du Nord (depuis 1983)
Cette liste reprend tous les présidents après la déclaration unilatérale d'indépendance de Chypre du Nord en 1983, qui suit le refus du gouvernement de la république de Chypre de reconnaître l'État fédéré turc de Chypre.
| No | Portrait         | Titulaire (naissance-mort)    | Élection            | Mandat           | Mandat          | Mandat                     | Parti politique | Parti politique |
| No | Portrait         | Titulaire (naissance-mort)    | Élection            | Début            | Fin             | Durée                      | Parti politique | Parti politique |
| -- | ---------------- | ----------------------------- | ------------------- | ---------------- | --------------- | -------------------------- | --------------- | --------------- |
| 1  | Rauf Denktaş     | Rauf Denktaş (1924-2012)      | 1985 1990 1995 2000 | 15 novembre 1983 | 24 avril 2005   | 21 ans, 5 mois et 9 jours  |                 | UBP             |
| 2  | Mehmet Ali Talat | Mehmet Ali Talat (né en 1952) | 2005                | 24 avril 2005    | 23 avril 2010   | 4 ans, 11 mois et 30 jours |                 | CTP             |
| 3  | Derviş Eroğlu    | Derviş Eroğlu (né en 1938)    | 2010                | 23 avril 2010    | 30 avril 2015   | 5 ans et 7 jours           |                 | UBP             |
| 4  | Mustafa Akıncı   | Mustafa Akıncı (né en 1947)   | 2015                | 30 avril 2015    | 23 octobre 2020 | 5 ans, 5 mois et 23 jours  |                 | Indépendant     |
| 5  | Ersin Tatar      | Ersin Tatar (né en 1960)      | 2020                | 23 octobre 2020  | en cours        | 4 ans, 7 mois et 4 jours   |                 | UBP             |